# (21630) Wootensmith
(21630) Wootensmith (1999 NM9) – planetoida z grupy pasa głównego asteroid okrążająca Słońce w ciągu 3,24 lat w średniej odległości 2,19 j.a. Odkryta 13 lipca 1999 roku.